# Гончаренко, Владлен Игнатьевич
Владле́н Игна́тьевич Гончаре́нко (7 января 1931, Златополь — 4 марта 2018, Киев) — советский и украинский учёный-правовед, специалист в области криминалистики, доктор юридических наук, профессор, академик Национальной академии правовых наук Украины.

## Биография
В 1954 году окончил юридический факультет Киевского государственного университета им. Т. Г. Шевченко (ныне — Киевский национальный университет имени Тараса Шевченко).
С 1954 по 1962 работал следователем в органах прокуратуры Черкасской области, прокурором следственного отдела областной прокуратуры, научным сотрудником Киевского НИИ судебных экспертиз.
С 1962 года начал работать в Киевском государственном университете им. Т. Г. Шевченко, где прошел путь от ассистента, старшего преподавателя, доцента до профессора, заведующего кафедрой криминалистики.
С 1987 по 1997 год — декан юридического факультета Киевского университета.
В 1999—2000 годы — профессор, заведующий кафедрой Института адвокатуры при Киевском национальном университете имени Тараса Шевченко.
С 2000 года — ректор Института Генеральной прокуратуры Украины по повышению квалификации прокурорско-следственных кадров и научно-практических разработок по вопросам организации работы на основных направлениях прокурорской деятельности.
С 2002 по 2006 год занимает должность профессора, а с 2007 года — заведующий кафедрой уголовного процесса и криминалистики Академии адвокатуры Украины.
В 1968 году защитил диссертацию на соискание ученой степени кандидата юридических наук на тему: «Использование следователем фотографических и физических методов в расследовании и предупреждении преступлений», а в 1981 году — диссертацию на соискание ученой степени доктора юридических наук на тему: «Методологические проблемы использования данных естественных и технических наук в уголовном судопроизводстве» .
Ученое звание профессора присвоено в 1985 году, академиком Академии правовых наук Украины выбран в 1993 году.

## Научная деятельность
Направления научных исследований В. Г. Гончаренко — философия права, права человека, уголовный процесс, криминалистика, юридическая психология, правовая информатика и судебная экспертиза.
Опубликовал более 350 научных работ, среди которых:
- «Науково-технічні засоби в роботі слідчого» (1972);
- «Злочин розкриває наука» (1973);
- «Основы применения кибернетики в правоведении» (в соавторстве с Р. М. Ланцманом, 1977);
- «Использование данных естественных и технических наук в уголовном судопроизводстве» (1980);
- «Научно-технические средства в следственной практике» (1984);
- «Кібернетика у кримінальному судочинстві» (1985);
- «Лазеры в криминалистике и судебных экспертизах» (у співавт., 1986);
- «Криминалисты и криминалистика» (у співавторстві, 1989);
- «Коментар до Закону про вищу освіту» (у співавт., 2002);
- «Експертизи у судовій практиці» (у співавт., 2005, 2010.);
- «Як розкриваються злочини (криміналістика у питаннях і відповідях)» (1996);
- «Науковий коментар Кримінального кодексу України» (у співавт., 2001, 2005, 2008, 2009);
- «Науково-практичний коментар Кримінально-процесуального кодексу України» (у співавт., 2003, 2006, 2007);
- «Правознавство: Словник термінів» (у співавт., 2007);
- «Лекції з судової психології, читані в Академії адвокатури України» (2008);
- «Криміналістика. Академічний курс» (у співавт., 2011);
- «Кримінальний процесуальний кодекс України. Науково-практичний коментар» (заг. ред., у співавт., 2012).

## Награды
- Заслуженный деятель науки и техники УССР (1991);
- Орден «За заслуги» III степени (1997)[4];
- Отличник образования Украины (1999).